# 16599 Шорланд
16599 Шорланд (16599 Shorland) — астероїд головного поясу, відкритий 20 січня 1993 року.
Тіссеранів параметр щодо Юпітера — 3,266.